# Каншенгель
Каншенгель (каз. Қаншеңгел) — село у складі Жамбильського району Алматинської області Казахстану. Входить до складу Ульгулинського сільського округу.
Населення — 37 осіб (2021; 144 у 2009, 36 у 1999, 108 у 1989).